# Magi.nu
Magi.nu är ett diskussionsforum för trollkarlar på internet, som har varit inflytelserikt när det gäller konstnärliga diskussioner och har bidragit till att svenskt trolleri har utvecklats. Det grundades på ideell basis som en vision av John Houdi. Forumet är inte längre aktivt, utan har likt många andra forum för trollkarlar gått i graven.